# Anjou (Isère)
Anjou é uma comuna francesa de 809 habitantes (1999) e de 5,03 km² (503 ha) situada no departamento de Isère, na região de Auvérnia-Ródano-Alpes.